# Онит плечистый
Онит плечистый (лат. Onitis humerosus) — вид пластинчатоусых жуков из надсемейства Скарабеоидные.

## Внешний вид и строение
Onitis humerosus может достигать длины 12,5-18,5 миллиметров. Тело овальное, выпуклое. Переднеспинка густо пунктирована. Он может быть ярко-зелёным, медным, индиго-синим или фиолетовым, а надкрылья ярко-жёлтыми, мелкополосатыми, с продольными зелёными или синими линиями. Бока метастерна очень волосатые.

## Распространение
Этот вид имеет палеарктическое распространение (Восточное Средиземноморье, Кавказ, Юго-Восточная Украина, Туркестан, Афганистан, Пакистан, Кипр).